# Površinski mišić međice
Površinski mišić međice (lat. musculus transversus perinei superficialis) je parni mišić dna zdjelice. Mišić je sastavni dio urogenitalne dijafragme. Mišić inerviraju ogranci stidnog živca (lat. nervus pudendus).

## Polazište i hvatište
Mišić polazi sa sjedne kosti (sjedne izbočine). Njegove niti idu prema medijalno i hvataju se za tetivno središte međice.